# Görögország a 2014. évi téli olimpiai játékokon
Görögország az oroszországi Szocsiban megrendezett 2014. évi téli olimpiai játékok egyik részt vevő nemzete volt. Az országot az olimpián 4 sportágban 7 sportoló képviselte, akik érmet nem szereztek.

## Alpesisí
Férfi
| Versenyző                | Versenyszám            | 1. futam | 1. futam | 2. futam | 2. futam | Összesítés | Összesítés |
| Versenyző                | Versenyszám            | Idő      | Hely.    | Idő      | Hely.    | Idő        | Helyezés   |
| ------------------------ | ---------------------- | -------- | -------- | -------- | -------- | ---------- | ---------- |
| Konsztandínosz Szikarász | Műlesiklás             | 57,83    | 64.      | 1:06,25  | 34.      | 2:04,08    | 35.        |
| Konsztandínosz Szikarász | Óriás-műlesiklás       | 1:30,75  | 59.      | 1:31,58  | 51.      | 3:02,33    | 52.        |
| Konsztandínosz Szikarász | Szuperóriás-műlesiklás |          |          |          |          | 1:26,32    | 51.        |
| Massimiliano Valcareggi  | Műlesiklás             | 58,97    | 68.      | 1:06,75  | 35.      | 2:05,72    | 37.        |
| Massimiliano Valcareggi  | Óriás-műlesiklás       | 1:30,72  | 58.      | 1:33,64  | 56.      | 3:04,36    | 54.        |
| Massimiliano Valcareggi  | Szuperóriás-műlesiklás |          |          |          |          | kizárták   | kizárták   |

Női
| Versenyző   | Versenyszám      | 1. futam | 1. futam | 2. futam | 2. futam | Összesítés | Összesítés |
| Versenyző   | Versenyszám      | Idő      | Hely.    | Idő      | Hely.    | Idő        | Helyezés   |
| ----------- | ---------------- | -------- | -------- | -------- | -------- | ---------- | ---------- |
| Szofía Ráli | Műlesiklás       | 1:05,20  | 47.      | 1:01,57  | 37.      | 2:06,77    | 38.        |
| Szofía Ráli | Óriás-műlesiklás | 1:33,63  | 66.      | 1:32,84  | 56.      | 3:06,47    | 58.        |

## Sífutás
Férfi
| Versenyző            | Versenyszám | Selejtező | Selejtező | Negyeddöntő | Negyeddöntő | Elődöntő | Elődöntő | Döntő   | Döntő    |
| Versenyző            | Versenyszám | Idő       | Hely.     | Idő         | Hely.       | Idő      | Hely.    | Idő     | Helyezés |
| -------------------- | ----------- | --------- | --------- | ----------- | ----------- | -------- | -------- | ------- | -------- |
| Apósztolosz Angelísz | Sprint      | 4:01,87   | 74.       | kiesett     | kiesett     | kiesett  | kiesett  | kiesett | kiesett  |

Női
| Versenyző       | Versenyszám | Selejtező | Selejtező | Negyeddöntő | Negyeddöntő | Elődöntő | Elődöntő | Döntő   | Döntő    |
| Versenyző       | Versenyszám | Idő       | Hely.     | Idő         | Hely.       | Idő      | Hely.    | Idő     | Helyezés |
| --------------- | ----------- | --------- | --------- | ----------- | ----------- | -------- | -------- | ------- | -------- |
| Panajóta Cakíri | Sprint      | 3:02,75   | 64.       | kiesett     | kiesett     | kiesett  | kiesett  | kiesett | kiesett  |

## Síugrás
Férfi
| Versenyző            | Versenyszám | Selejtező | Selejtező | Selejtező | 1. ugrás | 1. ugrás | 1. ugrás | 2. ugrás | 2. ugrás | 2. ugrás | Összesítés | Összesítés |
| Versenyző            | Versenyszám | Táv       | Pont      | Hely.     | Táv      | Pont     | Hely.    | Táv      | Pont     | Hely.    | Pont       | Helyezés   |
| -------------------- | ----------- | --------- | --------- | --------- | -------- | -------- | -------- | -------- | -------- | -------- | ---------- | ---------- |
| Níkosz Polihronídisz | Normálsánc  | 83,5      | 85,0      | 48.       | kiesett  | kiesett  | kiesett  | kiesett  | kiesett  | kiesett  | kiesett    | kiesett    |
| Níkosz Polihronídisz | Nagysánc    | 107,5     | 74,7      | 47.       | kiesett  | kiesett  | kiesett  | kiesett  | kiesett  | kiesett  | kiesett    | kiesett    |

## Szkeleton
| Versenyző            | Versenyszám | 1. futam | 1. futam | 2. futam | 2. futam | 3. futam | 3. futam | 4. futam | 4. futam | Összesítés | Összesítés |
| Versenyző            | Versenyszám | Idő      | Hely.    | Idő      | Hely.    | Idő      | Hely.    | Idő      | Hely.    | Idő        | Helyezés   |
| -------------------- | ----------- | -------- | -------- | -------- | -------- | -------- | -------- | -------- | -------- | ---------- | ---------- |
| Aléxandrosz Kefálasz | Férfi       | 58,20    | 23.      | 58,33    | 24.      | 58,22    | =23.     | kiesett  | kiesett  | 2:55,17    | 24.        |